# Ferrari Roma
La Ferrari Roma è un'autovettura sportiva di tipo gran turismo con carrozzeria coupè, prodotta dalla casa automobilistica italiana Ferrari dal 2019 al 2025.
Nel novembre 2019, al Quirinale, l'auto è stata presentata in anteprima al Presidente della Repubblica Italiana Sergio Mattarella da John Elkann, presidente esecutivo di Ferrari. Viene sostituita dalla Ferrari Amalfi nel 2025.

## Nome
Le vetture gran turismo della Ferrari, come già avvenuto con la California, vengono chiamate con un nome piuttosto che con una sigla.

## Design

### Esterni

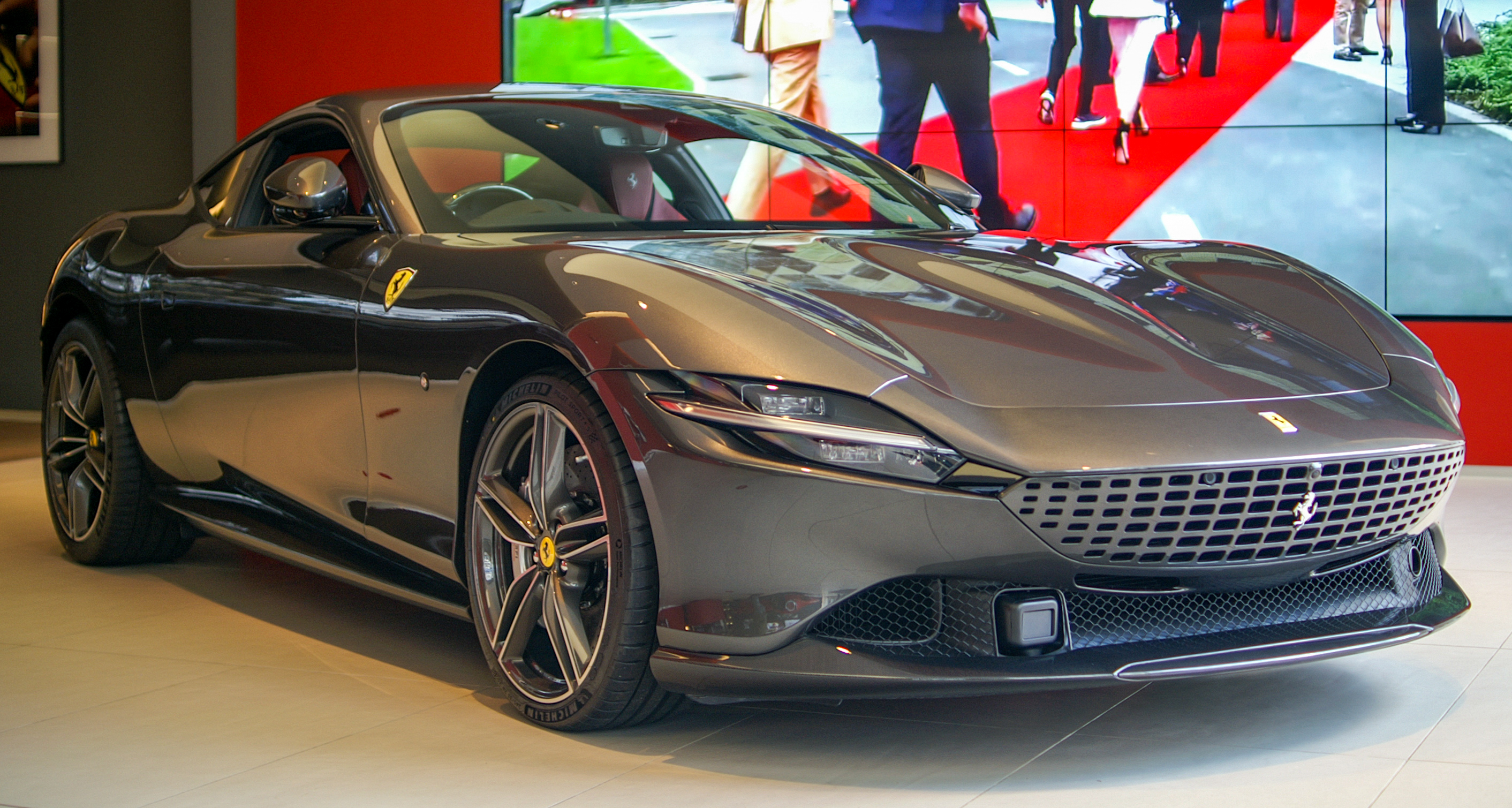
Dettaglio frontale; notare la presa d'aria in tinta con la carrozzeria

La Roma, progettata dal Centro Stile Ferrari sotto la direzione di Flavio Manzoni, ha un'impostazione della carrozzeria da gran turismo coupé 2+2, richiamando nello stile e nelle proporzioni alcune Ferrari degli Anni 60 come la 250 GT Berlinetta e 250 GTL. 
Tutta la linea ruota intorno alle proporzioni al fine di ottenere uno stile tale da trasmettere un'immediata armonia ed eleganza senza perdere espressività, donata all'auto da segni connotativi immediatamente riconoscibili (come la sfacettatura dello specchio di poppa e i gruppi ottici anteriori e posteriori), e sportività: data dalle forme dei passaruota e dalla coda tronca. La pulizia di linee così essenziali non sono a discapito della leggerezza della forma, che rimane snella grazie ad un profilo estetico che segue la muscolatura dell'auto in modo naturale.
Esteticamente il frontale si ispira alla Ferrari Monza SP, con luci al laser (prima volta su una Ferrari), mentre al posteriore ci sono delle inedite luci a led rettangolari che rompono con i tradizionali 4 gruppi ottici rotondi delle altre vetture del cavallino.

### Interni

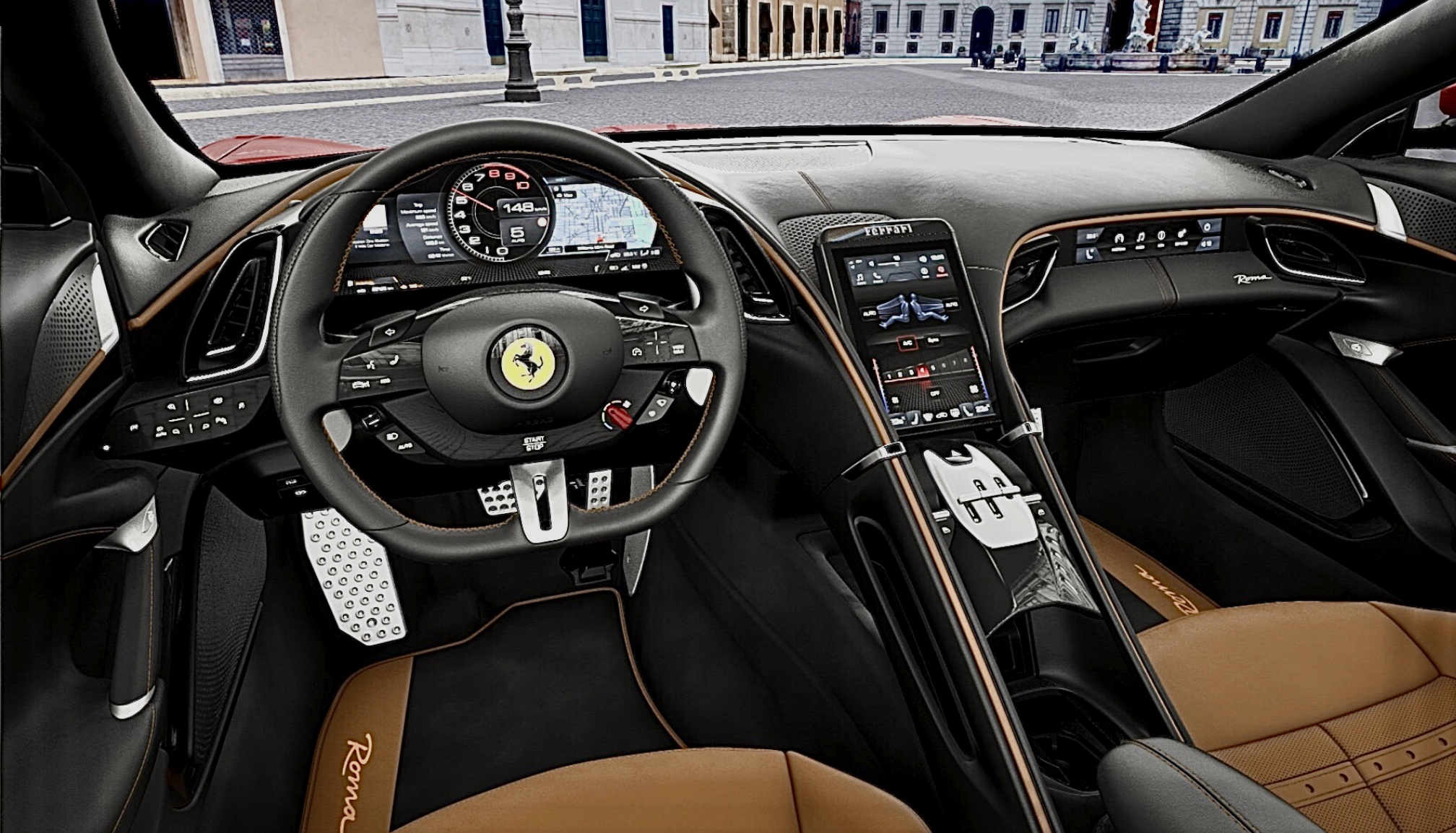
Interni

L'abitacolo si caratterizza per impostazione a due posti più due dietro; all'interno vi sono 3 display: uno che funge da cruscotto, un secondo posto nella console centrale e in posizione verticale e un terzo orizzontale posto davanti al passeggero. Inoltre il tunnel centrale, che ha un'impostazione rivolta verso il guidatore, è caratterizzato dalla presenza del selettore delle modalità del cambio che nel disegno richiama la griglia dei cambi manuali delle vecchie Ferrari.

## Caratteristiche tecniche

### Motore e trasmissione
Il motore è il  V8 biturbo Ferrari F154 da 3855 cm³ disposto longitudinalmente in posizione anteriore-centrale, che fornisce una potenza di 620 CV erogati tra i 5750 e 7500 giri/min, con una coppia massima di 760 Nm disponibile tra i 3000 e 5750 giri/min.
L'auto è dotata della stessa trasmissione Getrag doppia frizione F1 a 8 rapporti della Ferrari SF90 Stradale.

### Prestazioni
La Roma può accelerare da 0 a 100 km/h in 3,4 secondi e da 0 a 200 km/h in 9,3 secondi, raggiungendo una velocità massima di 320 km/h.

## Scheda tecnica
| Caratteristiche tecniche - Ferrari Roma                                          | Caratteristiche tecniche - Ferrari Roma | Caratteristiche tecniche - Ferrari Roma | Caratteristiche tecniche - Ferrari Roma | Caratteristiche tecniche - Ferrari Roma | Caratteristiche tecniche - Ferrari Roma |
| -------------------------------------------------------------------------------- | --- | --- | --- | --- | --- |
|                                                                                  | | | | | |
| Configurazione                                                                   | | | | | |
| Carrozzeria: Coupé                                                               | Carrozzeria: Coupé | Posizione motore: anteriore | Posizione motore: anteriore | Trazione: posteriore | Trazione: posteriore |
| Dimensioni e pesi                                                                | | | | | |
| Ingombri (lungh.×largh.×alt. in mm): 4650 × 1970 × 1300                          | Ingombri (lungh.×largh.×alt. in mm): 4650 × 1970 × 1300 | Ingombri (lungh.×largh.×alt. in mm): 4650 × 1970 × 1300 | Ingombri (lungh.×largh.×alt. in mm): 4650 × 1970 × 1300 | Diametro minimo sterzata: | Diametro minimo sterzata: |
| Interasse: 2670 mm                                                               | Interasse: 2670 mm | Carreggiate: anteriore 1652 - posteriore 1679 mm | Carreggiate: anteriore 1652 - posteriore 1679 mm | Altezza minima da terra: | Altezza minima da terra: |
| Posti totali: 2+2                                                                | Posti totali: 2+2 | Bagagliaio: | Bagagliaio: | Serbatoio: | Serbatoio: |
| Meccanica                                                                        | | | | | |
| Tipo motore: V8 a 90° bi-turbo                                                   | Tipo motore: V8 a 90° bi-turbo | Tipo motore: V8 a 90° bi-turbo | Cilindrata: 3855 cm³ | Cilindrata: 3855 cm³ | Cilindrata: 3855 cm³ |
| Distribuzione: bialbero per bancata a 4 valvole per cilindro per un totale di 32 | Distribuzione: bialbero per bancata a 4 valvole per cilindro per un totale di 32                                                                                 | Distribuzione: bialbero per bancata a 4 valvole per cilindro per un totale di 32                                                                                 | Alimentazione: iniezione diretta di benzina | Alimentazione: iniezione diretta di benzina | Alimentazione: iniezione diretta di benzina |
| Prestazioni motore                                                               | Potenza: 620 CV fra 5750 e 7500 giri/minuto / Coppia: 760 N·m da 3000 a 5750 giri/minuto                                                                         | Potenza: 620 CV fra 5750 e 7500 giri/minuto / Coppia: 760 N·m da 3000 a 5750 giri/minuto                                                                         | Potenza: 620 CV fra 5750 e 7500 giri/minuto / Coppia: 760 N·m da 3000 a 5750 giri/minuto                                                                         | Potenza: 620 CV fra 5750 e 7500 giri/minuto / Coppia: 760 N·m da 3000 a 5750 giri/minuto                                                                         | Potenza: 620 CV fra 5750 e 7500 giri/minuto / Coppia: 760 N·m da 3000 a 5750 giri/minuto                                                                         |
| Accensione: elettronica                                                          | Accensione: elettronica | Accensione: elettronica | Impianto elettrico: | Impianto elettrico: | Impianto elettrico: |
| Frizione: doppia frizione                                                        | Frizione: doppia frizione | Frizione: doppia frizione | Cambio: automatico a 8 rapporti | Cambio: automatico a 8 rapporti | Cambio: automatico a 8 rapporti |
| Telaio                                                                           | | | | | |
| Corpo vettura                                                                    | monoscocca in alluminio | monoscocca in alluminio | monoscocca in alluminio | monoscocca in alluminio | monoscocca in alluminio |
| Sterzo                                                                           | cremagliera con servoassistenza elettrica | cremagliera con servoassistenza elettrica | cremagliera con servoassistenza elettrica | cremagliera con servoassistenza elettrica | cremagliera con servoassistenza elettrica |
| Sospensioni                                                                      | anteriori: doppio quadrilatero alto ammortizzatori a controllo magnetoreologico / posteriori: Multilink a 5 leve con ammortizzatori a controllo magnetoreologico | anteriori: doppio quadrilatero alto ammortizzatori a controllo magnetoreologico / posteriori: Multilink a 5 leve con ammortizzatori a controllo magnetoreologico | anteriori: doppio quadrilatero alto ammortizzatori a controllo magnetoreologico / posteriori: Multilink a 5 leve con ammortizzatori a controllo magnetoreologico | anteriori: doppio quadrilatero alto ammortizzatori a controllo magnetoreologico / posteriori: Multilink a 5 leve con ammortizzatori a controllo magnetoreologico | anteriori: doppio quadrilatero alto ammortizzatori a controllo magnetoreologico / posteriori: Multilink a 5 leve con ammortizzatori a controllo magnetoreologico |
| Prestazioni dichiarate                                                           | | | | | |
| Velocità: 320 km/h                                                               | Velocità: 320 km/h | Velocità: 320 km/h | Accelerazione: 0-100 km/h in 3,4 s | Accelerazione: 0-100 km/h in 3,4 s | Accelerazione: 0-100 km/h in 3,4 s |
| Altro                                                                            | | | | | |
| Coefficiente di resistenza aerodinamica                                          | | | | | |
| Distribuzione dei pesi                                                           | | | | | |

## Riconoscimenti e premi
- Car Design Award 2020, nella categoria "Production Cars"[8]